# Rohan al Louvre
Rohan al Louvre (岸辺露伴 ルーヴルへ行く?, Kishibe Rohan Rūvuru e iku) è un manga one-shot da 123 pagine a colori scritto e disegnato da Hirohiko Araki. Fa parte della serie di spin-off Così parlò Rohan Kishibe, incentrata sul personaggio Rohan Kishibe della quarta parte de Le bizzarre avventure di JoJo, Diamond Is Unbreakable.

## Trama
Il giovane mangaka Rohan Kishibe decide di andare al Louvre poiché si ricorda di un evento accaduto dieci anni prima nella locanda di sua nonna dove una ragazza gli raccontò la leggenda di un pittore del Settecento, Nizaemon Yamamura, che scoprì nel tronco di un albero millenario un pigmento nero particolare, ma tagliandolo venne condannato a morte dal signore locale. Così dieci anni dopo Rohan si reca al Louvre per vedere il quadro ma scopre che è in un deposito abbandonato, lo Z-13. Scortato da altre 4 persone si reca nel deposito ma scoprono non solo che il quadro è maledetto dall'odio di Nizaemon e uccide chiunque gli si avvicini rievocando i propri ricordi ma anche che il pigmento nero era ricavato da delle creature, simili a ragni, di quel colore e ogni volta che qualcuno cerca di toglierlo dall'ombra il quadro lo uccide. Inoltre dal quadro esce la ragazza che dieci anni prima gli aveva raccontato quella storia che si scoprirà essere dopo una discendente di Rohan stesso e una proiezione del quadro. Dopo essere sopravvissuto togliendosi i ricordi con il suo Heaven's Door e dopo aver cancellato le scritte sulla sua testa, torna a Morioh.

## Media

### Manga
Il manga è stato realizzato come primo titolo nella seconda serie di albi a fumetti pubblicati in collaborazione tra il Museo del Louvre e la casa editrice francese Futuropolis. Dal 22 gennaio al 13 aprile 2009 per celebrare la collaborazione il museo ha tenuto la mostra Le Louvre invite le bande dessinée, dove sono state esposte in anteprima la copertina e altre due tavole originali in formato A2. L'opera è stata pubblicata in un volume unico in Francia il 9 aprile 2010.
In Giappone è stato pubblicato sulla rivista Ultra Jump diviso in tre numeri tra il 19 marzo e il 19 maggio 2010. Un volume contenente il manga completo, di formato B5 e con copertina rigida, è uscito il 27 maggio 2011 nella linea Aizōban Comics. Il 4 aprile 2023, in occasione dell'uscita del film, il volume è stato distribuito in un formato più compatto nella linea Jump Comics e in edizione digitale.
In Italia 001 Edizioni ha annunciato nel 2012 che avrebbe pubblicato il manga come primo titolo del marchio Hikari Edizioni. Il volume, in formato da 17,5 x 25 cm, è stato presentato come novità al Lucca Comics & Games 2012 dal 1º al 4 novembre 2012, vendendo oltre cinquecento copie in quattro giorni. Una nuova edizione, di dimensioni da 13 x 18 cm e con sovraccoperta per rispecchiare il formato tankōbon standard, è uscita il 1º novembre 2017 sempre in occasione del Lucca Comics & Games.